# Ich habe Anne Frank umgebracht
Ich habe Anne Frank umgebracht ist eine Papierschnitt-Installation von Felix Droese. Sie wurde für die Ausstellung documenta 7 geschaffen, die 1982 stattfand.

## Beschreibung
Die Installation besteht aus vier Teilen,
- aus einem zentralen, frei herabhängenden Papierschnitt von 7,35 m Länge,
- aus auf dem Boden darunter liegenden, kreisförmig angeordneten Dokumenten unter Glasscheiben, einem Eisenring und einer Glaskugel,
- aus zwei Tondi, an der Wand hinter dem Papierschnitt angebracht,
- aus einem großen Karton mit einer Papiersilhouette auf dem Boden, von einer schräggestellten Glasscheibe verdeckt.

Der große Papierschnitt besteht aus mehreren Stücken von schwarzem Fotokarton, die auf gewöhnlichem Gardinenstoff (Gaze) appliziert sind. Sie sind aneinander geklebt, und teilweise überlappen sich die Schnittkanten. Ihre Oberflächen sind stellenweise abgegriffen und geknittert. Der Gardinenstoff ist besonders im unteren Bereich großflächiger als der eigentliche Papierschnitt. Von oben laufen vier fadendünne Linien aus roter Farbe in die Konstruktion.
Ein zerrissener alter Karton liegt zusammengedrückt am Boden einer Fensternische. Er ist umhüllt von einer Figurensilhouette aus dünnem, weißem, semitransparentem Seidenpapier. Eine große, schräg gestellte Glasscheibe ist schützend darüber gelehnt.
Auf dem Boden unter dem von der Decke hängenden Papierschnitt sind in Kreisform Schriftzeugnisse, eine Collage und zwei Kartonrückwände eines Bilderrahmens ausgelegt. Darüber liegen in ungeordneter Verteilung Glasscheiben, die teilweise zerbrochen sind. In der Mitte dieser Anordnung liegt schließlich in einem Eisenring eine grüne Glaskugel (Schwimmkörper für Treibnetzfischerei). Der linke Bogen des Papierschnitts deutet auf sie.
Die Schriftzeugnisse sind
- ein offener Brief an den früheren Vorsitzenden des Präsidiums des Obersten Sowjet der UdSSR, Leonid Breschnew,
- der Ausschreibungstext des Künstlerverbandes der UdSSR für den internationalen Plakatwettbewerb Das Plakat im Kampf für Frieden, Sicherheit und Zusammenarbeit und
- eine Teilnehmerliste für eine Einladung des Bundesministers des Inneren, Gerhart Rudolf Baum.

Die Collage trägt den Titel Heimkehr der Truppentransporter oder Rhythmus der Vorstellungen. Sie datiert vom 7. März 1981 und ist mit Tusche überarbeitet.
Die zwei Kartonrückwände eines Bilderrahmens stammen aus dem Sperrmüll. Nach Auskunft des rückseitigen Etiketts gehörten sie zu der Ölkreidestudie Tränenwiese, die der Düsseldorfer Akademielehrer Walter von Wecus 1944 zur Großen Deutschen Kunstausstellung nach München in das Haus der Deutschen Kunst geschickt hatte. Der Rahmen ist mit Buchumschlägen wie Sophokles’ Antigone, Franz Kafkas Das Urteil, Über kommunistische Erziehung, einer Schrift des Führers der koreanischen Widerstandsbewegung gegen die Japaner, Kim Ir Sen, einer Deutschen Spracherziehung von Rahn-Pfleiderer, einer Wahlbenachrichtigung und Ausrissen aus Pornoheften gefüllt.

## Geschichte
Seit Mitte der 1970er Jahre arbeitete Droese mit der Technik des Papierschnitts, wobei die Größen stetig zunahmen. Den von ihm geschätzten Schwarz-Weiß-Kontrast, den seine monumentalen Holzschnitte aufweisen, erreichte er beim Papierschnitt durch Ausschnitte aus schwarzem Fotokarton.
Äußerer Anstoß für die Installation Ich habe Anne Frank umgebracht war ein Artikel, den das deutsche Nachrichtenmagazin Der Spiegel im Heft Nr. 41 vom 6. Oktober 1980 unter dem Titel Blaue Paste gebracht hatte. Darin wurde berichtet, dass nach einem Gutachten des Bundeskriminalamts das Tagebuch der Anne Frank nachträglich redigiert worden sei. Die Echtheit des Dokuments wurde damit weiter in Zweifel gezogen. Zeitgleich mit diesem Zweifel verbreiteten sich in Deutschland neonazistische Gruppierungen, die eine Existenz der Judenvernichtung während des „Dritten Reiches“ leugneten. Auf die Kohärenz dieser Ereignisse und somit auf die Frage nach der Geschichte und den aktuellen Folgen des nationalsozialistischen Gedankengutes reagierte Droese mit einer komplexen Rauminstallation aus verschiedenen Materialien. Die Installation machte ihn international bekannt. Später wurde sie im Hochbunker Körnerstraße in Köln-Ehrenfeld ausgestellt. Heute befindet sie sich im Besitz der Hamburger Kunsthalle.

## Rezeption
Das Magazin Der Spiegel sah 1982 bei einer Besprechung des Werks Bezüge zu Droeses maoistischer Vergangenheit und mochte in seinem Œuvre die Wirkungen seiner Lebenserfahrungen und der „transzendentalen“ Kunst seines Lehrers Joseph Beuys erkennen. Als ein „origineller Form-Erfinder“ und als ein „engagiert politischer Künstler“ habe der einstige „Demonstrant gegen den Vietnam-Krieg“ an die Stelle der „agitatorischen Motive“ nunmehr „mehrsinnig verschlüsselte Formen“ gesetzt. Ein Gefühl der „Erbsünde“ lasse den in einem altkatholischen Pfarrhaus aufgewachsenen Künstler Schuld am Tode Anne Franks empfinden und diese Schuld durch eine „merkwürdige Selbstbezichtigung“ im Titel des Werks Ausdruck geben.
Ursula Perucchi-Petri verglich die Gesamtform des Papierschnitts mit einer Mandorla. Paul Ludger Göbel sah in dem Bild des Papierschnitts einen Bezug zu einem Tagebucheintrag der Anne Frank vom 29. Oktober 1943, worin sie ihr Versteck mit einem Vogelkäfig und sich selbst mit einem Singvogel verglich, dem man die Flügel ausgerissen hatte. Die Installation deutete er „als ein komplexes, abstraktes Zeichensystem, in dem die subtilen Bezugsgefüge zwischen historischen Ereignissen und aktuellen gesellschaftspolitischen Entwicklungen aufgespürt werden.“ Die Installation stehe „wie ein Monument im Raum“ und gleiche „einem Menetekel einer sich fast unmerklich anschleichenden, unheilvollen gesellschaftspolitischen Entwicklung.“
Daniel Belasco befand, dass die lichtdurchlässige Installation die Dematerialisierung von Fleisch in einen heiligen Status suggeriere. Er ordnete sie in die Werke deutscher Künstler wie etwa Anselm Kiefers ein, die Bilder wie das der Anne Frank im Rahmen eines abstrakten Vokabulars nutzten, um sich durch eine aktive Memoralisierung des Holocaust mit der eigenen, historisch belasteten Identität versöhnen zu können.